# سیارک ۱۲۳۲۷
سیارک ۱۲۳۲۷ (به انگلیسی: 12327 Terbruggen، نامگذاری:1992SX1) دوازده هزار و سیصد و بیست و هفتمین سیارک کشف شده‌است که در ۲۱ سپتامبر ۱۹۹۲ کشف شد.
قدر مطلق سیارک برابر ۱۱.۷ است.